# Digitaria longiflora
Digitaria longiflora là một loài thực vật có hoa trong họ Hòa thảo. Loài này được (Retz.) Pers. mô tả khoa học đầu tiên năm 1805.